# Вежхуцино
Вежхуцино (пол. Wierzchucino, нім. Wierschutzin) — село в Польщі, у гміні Крокова Пуцького повіту Поморського воєводства.
Населення — 1448 осіб (2011).

## Демографія
Демографічна структура станом на 31 березня 2011 року:
|          | Загалом | Допрацездатний вік | Працездатний вік | Постпрацездатний вік |
| -------- | ------- | ------------------ | ---------------- | -------------------- |
| Чоловіки | 743     | 181                | 501              | 61                   |
| Жінки    | 705     | 169                | 431              | 105                  |
| Разом    | 1448    | 350                | 932              | 166                  |